# Rio Salinas (vattendrag i Brasilien, Minas Gerais, lat -16,61, long -42,31)
Rio Salinas är ett vattendrag i Brasilien.   Det ligger i delstaten Minas Gerais, i den sydöstra delen av landet, 600 km öster om huvudstaden Brasília.
I omgivningarna runt Rio Salinas växer huvudsakligen savannskog. Runt Rio Salinas är det glesbefolkat, med 11 invånare per kvadratkilometer.